# عبد الرحمن زكي
عبد الرحمن زكي هو مؤرخ وباحث، مهتم بالآثار والعمارة والتاريخ العسكري. ولد سنة 1322هـ/1904م، والتحق بالكلية الحربية المصرية، وتخرج فيها ملازماً، وترقى في المناصب العسكرية إلى رتبة صاغ ثم قائم مقام عام 1368هـ/1948م، وحصل سنة 1374هـ/1954م على درجة الدكتوراه من جامعة القاهرة. شغل عدة مناصب منها أمين المتحف الحربي المصري، ومدير المتحف الحربي وعضو الجمعية الملكية للدراسات التاريخية، وفي سنة 1376هـ/1956م أصبح مستشاراً لمتحف المصانع الحربية، انتقل بعدها للتعليم الجامعي حيث عمل في جامعة بغداد ثم في جامعة القاهرة بالإضافة إلى معهد الدراسات الأفريقية. وتوفي سنة سنة 1401هـ/1980م.

## مؤلفاته
صدر له العديد من المؤلفات التي تنوعت ما بين الكتب والدراسات والأبحاث والمقالات ومنها:
- السلاح في الإسلام.[2]
- الحرب عند العرب.
- قلعة صلاح الدين.
- الجيش في مصر القديمة.
- الجيش المصري في العصر الإسلامي :من الفتح العربي إلى معركة المنصورة.
- أعلام الجيش والبحرية في مصر أثناء القرن التاسع عشر.
- قادة الجيش المصري الحديث.
- الجيش المصري الحديث.
- التاريخ الحربي لعصر محمد علي الكبير.
- الجيش المصري في عهد إسماعيل العظيم.
- ترجم كتاب : «تاريخ الجيوش».
- بناة القاهرة في ألف عام.
- الممهدات لتاريخ الجيش المصري في عهد محمد علي باشا الكبير، بالتعاون مع أسد رستم.[3]
- القاهرة تاريخها وآثارها (969 - 1825) من جوهر القائد إلى الجبرتي المؤرخ.
- القاهرة.

## روابط خارجية
- عبد الرحمن زكي على موقع أرشيف الشارخ.